# Жовчні пігменти
Жовчні пігменти — лінійни тетрапіроли, формально — похідні білана (біліногена) із окисненими термінальними пірольними ядрами. Утворюються в процесі катаболізму сполук, що містять гем — в першу чергу гемоглобіну.
Вперше виділені з жовчі, якій надають характерну забарвлення, звідки чому і отримали свою назву; колір різних жовчних пігментів — від жовто-оранжевого до синьо-зеленого.

## Біосинтез  біологічна роль
Жовчні пігменти утворюються у хребетних в результаті метаболічного перетворення гемоглобіну, міоглобіну та інших білків, що містять гем як простетичну групу, при цьому відбувається окисне розщеплення α-метинового зв'язку гема.
Процес каталізується гем-оксигеназ (КФ 1.14.99.3), при цьому донором водню виступає нікотинамідаденіндінуклеотидфосфат (NADPH):
гем + 3 AH2 + 3 O2 {\displaystyle \to } білівердин + Fe2+ + CO + 3 A + 3 H2O
У процесі також бере участь гемопротеінредуктаза (КФ 1.14.99.3), що відновлює гем-оксигеназу.
На першій стадії реакції відбувається гідроксилювання α-метинового групи з утворенням 5-гідроксігема, після чого гідроксильований місток окислюється з виділенням оксиду вуглецю та утворенням вердогема. У свою чергу, вердогем окислюється до нестійкого комплексу білівердина з двовалентних залізом, який розпадається з вивільненням Fe2+ і білівердина.
Надалі білівердин (синьо-зелені кристали, в розчинах жовто-зеленого кольору) при відновленні, що каталізується білівердинредуктазою, перетворюється на білірубін (коричневі кристали, в розчинах — жовто-оранжевого кольору):
У жовчі людини і хижіх ссавців переважає білірубін, в жовчі травоїдних ссавців, птахів, плазунів і риб — биливердин.
Метаболізація гема з утворенням жовчних пігментів йде в клітинах ретикулоендотеліальної системи, що фагоцитують старі або пошкоджені еритроцити — переважно купферови клітинами печінки та в селезінці. У кишечнику білірубін відновлюється бактеріями з утворенням уробіліна і уробіліногенів, зокрема, стеркобіліногену (у людини — 40-280 мг на добу). Стеркобіліноген під дією світла окислюється до стеркобіліна.
Патологічні стани, при яких порушення метаболізму гемоглобіну і жовчних пігментів ведуть до накопичення в крові надлишкової кількості білірубіну (гіпербілірубінемії), призводять до жовтуватого забарвленням шкіри, слизових оболонок і склери — жовтяниці.